# 維恰夫基
50°28′14″N 25°15′7″E / 50.47056°N 25.25194°E
維恰夫基（烏克蘭語：Вичавки），是烏克蘭西北部的村莊，隸屬里夫內州的杜布諾區。該村面積7.62平方公里，海拔高度191米，2015年人口188，人口密度每平方公里27.9人。